# Советско-югославский конфликт

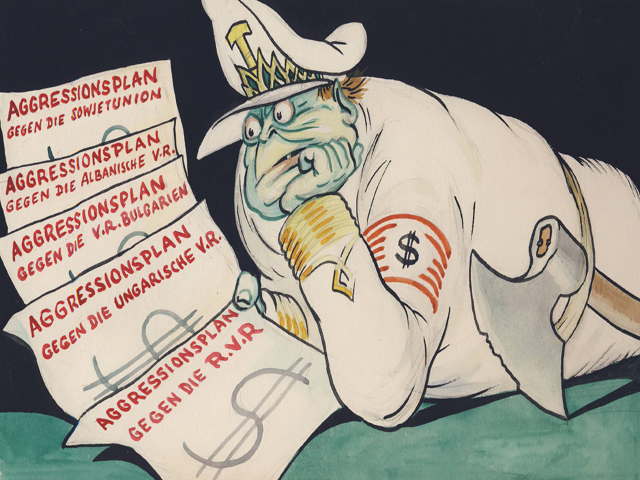
Восточно-германская карикатура, изображающая Тито с планами нападения на СССР и его союзников, 1951 г.

Советско-югославский конфликт (серб. Раскол Југославије и СССР-а)— противостояние 1948—1953 годов между СССР и его союзниками (Польшей, Венгрией, Чехословакией, Румынией, Албанией, ГДР и Болгарией) с одной стороны и Федеративной Народной Республикой Югославия (ФНРЮ) с другой стороны.
Конфликт выражался в информационной войне со стороны советского блока в отношении руководства ФНРЮ и резким сокращением двусторонних и многосторонних контактов. В отдельных странах (например, в Румынии) власти провели принудительное переселение считавшегося враждебным сербского населения. Конфликт привёл к сближению Югославии с США, Грецией и Турцией, почти полному исчезновению русскоязычной диаспоры в Югославии, репрессиям в отношении тех югославских коммунистов, которые поддерживали Советский Союз. Конфликт также показал малоэффективность советской информационной войны, и после смерти Сталина отношения между СССР и его союзниками и титовской Югославией были нормализованы. Однако всё равно тесного союза между Югославией и СССР в дальнейшем не сложилось. Советско-югославский конфликт имел положительные последствия для Западного блока, так как началось сближение Югославии со странами Запада, прекратилась помощь греческим коммунистам. Последние проиграли гражданскую войну, и в 1952 году Греция вступила в НАТО. В целом конфликт сыграл значительную роль в становлении «холодной войны».

## Предыстория: советско-югославское сближение
До Второй мировой войны отношения между СССР и Королевством Югославия были враждебными, хотя обе стороны делали время от времени попытки их нормализации. Двусторонняя торговля была незначительной.
Начало Второй мировой войны резко изменило геополитическую ситуацию, и в июне 1940 года Королевство Югославия и СССР установили дипломатические отношения. По окончании войны монархия была официально упразднена: 29 ноября 1945 года была провозглашена Федеративная Народная Республика Югославия, которую СССР признал 19 декабря того же года. В 1946—1948 годах отношения между Югославией и СССР были очень тесными. Советские дипломаты способствовали возврату в Югославию более 270 речных судов из западных зон оккупации, советские сапёры участвовали в разминировании Дуная, из СССР осуществлялись поставки хлебопродуктов. Быстро рос двусторонний товарооборот, который в 1946 году составил почти 39 млн рублей, а в 1947 году уже превысил 60 млн рублей.
Сразу после войны титовская Югославия заключила соглашения со странами формировавшегося советского блока. Первыми стали страны, которые не воевали с Югославией. Тито в ходе визита в Польшу заключил 19 марта 1946 года польско-югославский договор, а 9 мая 1946 года в Белграде был заключен чехословацко-югославский договор.
Большой трудностью было урегулирование отношений между Югославией и теми странами Восточной Европы (Венгрией, Румынией, Болгарией), которые были союзниками Германии во Вторую мировую войну. В Югославии помнили, что Венгрия и Болгария участвовали в оккупации ее территории. Югославская сторона имела не только материальные, но и территориальные претензии к Румынии, Венгрии и Болгарии. СССР не желал поддерживать эти претензии, так как все три эти страны стали его союзниками, как и Югославия, и руководство СССР понимало, что передача части территорий тех стран Югославии могла привести к новым конфликтам. СССР не поддержал территориальные претензии Белграда к соседней Венгрии (на угольный район Печа и на город Байя), в результате чего уже в 1946 году Тито отказался от пересмотра венгерско-югославской границы. Тем не менее СССР согласился на подписание 10 февраля 1947 года Парижских соглашений с Венгрией и Болгарией, согласно которым обе страны должны были выплатить Югославии репарации.
В декабре 1947 года были официально улажены отношения Югославии с Венгрией и Румынией. 8 декабря 1947 года был подписан венгерско-югославский договор, а 19 декабря 1947 года был подписан румынско-югославский договор.
Отказ от приграничных территориальных претензий к бывшим противникам сопровождался началом реализации планов по созданию Балканской федерации. В этом новом образовании Федеративная народная республика Югославия могла играть доминирующую роль и контролировать Румынию, Болгарию, Албанию и, возможно, Грецию. Советское руководство в 1946–1947 годах поощряло сближение балканских стран, что давало шансы югославским властям надеяться на будущую федерацию. Так, советские дипломаты получили 21 марта 1946 года директиву добиваться того, чтобы две трети репараций с Болгарии получила Югославия и только треть досталась Греции с ее капиталистическим правительством. Позже советский представитель Вячеслав Молотов настаивал на том, чтобы общая сумма репараций с Болгарии составляла 50 млн долларов, из которых Югославии полагалось 20 млн долларов. В итоге Парижская конференция решила, что Болгария должна выплатить по 62,5 млн долларов репараций Югославии и Греции. Однако Молотов в Нью-Йорке на III сессии Совещания министров иностранных дел (с 4 ноября по 12 декабря 1946 года) добился того, что в итоге общая сумма репараций с Болгарии была уменьшена до 70 млн долларов, из которых Югославии должно было достаться 25 млн долларов. Власти Югославии пошли на заключение с Болгарией 1 августа 1947 года договора в Бледе. Это соглашение предусматривало передачу от Югославии к Болгарии Западных окраин (ставших югославскими по Нёйискому мирному договору 1919 года). Таким образом, побеждённая страна-агрессор Болгария должна была получить от страны-победителя территориальные приращения.
Сближало Югославию с СССР также желание получить репарации с побеждённых Германии, Италии и Австрии. США и Великобритания пытались решить германский вопрос без участия югославской стороны. В начале 1948 года западные страны объявили о созыве в Лондоне совещания по германскому вопросу. С ведома СССР 17 — 18 февраля 1948 года министры иностранных дел Югославии, Польши и Чехословакии собрались в Праге, где приняли декларацию в адрес правительств четырёх стран, оккупировавших Германию, с требованием права участия в консультациях по германскому вопросу. Этот документ был поддержан СССР.
В отношении Австрии власти Югославии выдвинули территориальные претензии. Югославия претендовала сначала на территории Южной Каринтии (с городом Клагенфурт) и Штирии площадью 2,6 тыс. км² с населением 150—190 тыс. человек. В 1947 году Югославия уменьшила свои претензии, желая получить уже 200—210 км² австрийской территории с населением в 10 тыс. человек.
Затем территориальные претензии Югославии к Австрии вновь возросли. 16 января 1949 года В. М. Молотов сообщил И. В. Сталину, что югославское правительство 27 апреля 1948 года в меморандуме для совещания заместителей министров иностранных дел по австрийскому договору требовала Словенскую Каринтию площадью в 1920 км² с населением до 150 тыс. человек. В этом же документе Молотов уточнял, что во время предыдущих переговоров советская делегация поддерживала территориальные претензии Югославии к Австрии. Кроме того, Югославия претендовала на репарации с Австрии.
Территориальные претензии Югославии к Италии СССР изначально поддерживал по максимуму. В конце войны части Тито пересекли довоенную итальянско-югославскую границу и заняли часть итальянской территории (в частности, Истрию). Югославия претендовала как на эти территории, так и на соседние земли, населённые в основном итальянцами (в частности, на Триест). 6 сентября 1945 года Политбюро ЦК ВКП(б) дало директивы советским дипломатам, предписав им добиваться присутствия представителей Югославии на заседаниях Совета министров иностранных дел и поддержать югославские претензии на присоединение к Югославии всей итальянской провинции Венеция-Джулия. Кроме того, советская делегация должна была требовать репарации с Италии в размере 300 млн долларов, из которых 100 млн для СССР, а прочее для других стран (в том числе для Югославии). На второй сессии совещания министров иностранных дел в Париже (25 апреля — 16 мая 1946 года) советский министр Вячеслав Молотов предлагал провести обмен: передать Додеканес Греции, а Триест — Югославии. 27 июня 1946 года Молотов (неожиданно для британской стороны) согласился на передачу Додеканеса Греции.
При содействии СССР 10 февраля 1947 года было заключено Парижское мирное соглашение с Италией. Оно предусматривало не только передачу Югославии некоторых территорий, но и выплату Италией Югославии 125 млн долларов в качестве репараций. Совещание министров иностранных дел в Париже одобрило репарации с Италии в пользу Греции в размере 100 млн долларов и столько же в пользу Югославии.
Но на III сессии совещания министров иностранных дел в Нью-Йорке Молотов добился того, чтобы сумма репараций с Италии была пересмотрена: 125 млн долларов в пользу Югославии и 105 млн в пользу Греции.
10 февраля 1947 года был подписан Протокол к договору с Италией, который предусматривал раздел излишних судов итальянского флота. Согласно этому протоколу Югославия должна была получить из итальянского флота 3 миноносца, 7 тральщиков, 2 самоходные баржи, 1 водолив и 4 больших буксира.
Югославия также имела территориальные претензии к бывшему союзнику — Греции. На протяжении 1945 года Тито неоднократно заявлял о праве населения Эгейской Македонии на самоопределение с правом присоединения к Греции. Одновременно Тито заверял британского посланника в том, что Югославия не собирается присоединять Эгейскую Македонию.
Советскому Союзу удалось в короткие сроки организовать репатриацию большинства своих военнопленных и перемещённых гражданских лиц с территории Югославии. На территории Югославии из-за Второй мировой войны оказалось более 11 тыс. советских военнопленных. Всех их следовало репатриировать в СССР. Репатриация из Югославии началась, скорее всего, только в декабре 1944 года, так как по состоянию на 10 декабря 1944 года советские органы не фиксировали ни одного советского гражданина (военнопленного либо гражданского лица), репатриированного в СССР из Югославии. По состоянию на 30 декабря 1944 года из Югославии в СССР были репатриированы 706 советских военнопленных.
В течение 1945 года репатриация советских граждан была в основном завершена — до конца 1945 года из Югославии поступили в СССР 25 572 репатрианта. Среди них было много гражданских лиц, среди которых значительную часть составляли принявшие советское гражданство белые эмигранты, оставшиеся в Югославии после установления коммунистического режима. По состоянию на 1 марта 1946 года из Югославии поступили 25 738 репатриантов, из которых 11 370 человек были советскими военнопленными, а 14 368 человек — гражданскими лицами. В дальнейшем репатрианты из Югославии поступали в Советский Союз до советско-югославского конфликта в незначительных количествах. Так, за январь — июнь 1947 года из Югославии в СССР были репатриированы всего 2 человека.
В 1946—1948 годах в условиях начавшейся холодной войны власти Югославии поддерживали СССР и приняли меры к ограничению отношений с США. В 1946—1947 годах в Югославии был арестован ряд американских граждан по обвинению в разведывательной деятельности в пользу Вашингтона, в августе 1946 года югославы сбили один (весь его экипаж погиб) и принудительно посадили второй американский военно-транспортный самолёт. В январе 1947 года были казнены после суда трое югославов (в том числе переводчик американского посольства) по обвинению в шпионаже в пользу США.
Югославия поддерживала СССР в корейском вопросе. 14 ноября 1947 года Генеральная ассамблея ООН приняла резолюцию о создании Временной комиссии ООН по Корее. СССР в лице Андрея Громыко выступил против. Советский Союз бойкотировал голосование Генеральной ассамблеи по созданию этой комиссии. Советский бойкот поддержали три страны — Польша, Чехословакия и Югославия. Тем не менее Комиссия была создана.
В то время как поддержка греческих коммунистов со стороны СССР была весьма ограниченной, Югославия активно поддерживала ДАГ в войне против прозападных сил. Весной 1946 года лидер Компартии Греции Никос Захариадис получил от Тито обещание принять 20 тысяч греков, преследуемых греческими властями, а также оказать материальную поддержку в будущей борьбе и содействовать доставлению помощи греческим коммунистам из третьих стран. С лета 1946 года греческие коммунисты вели масштабные боевые действия против монархистов, которых поддерживали западные страны. Помощь греческим коммунистам оказывали также Албания и Болгария, но югославская поддержка была более значительной. Российский историк А. А. Калинин пришел к выводу, что югославские поставки в Грецию вооружений и боеприпасов по своему объему превосходили аналогичные поставки всех других стран советского блока, вместе взятых. Югославские коммунисты также выделяли греческим товарищам больше валюты, чем компартии других стран. Так, до конца марта 1947 года греческим коммунистам поступили от югославских коммунистов 30 тыс. долларов, тогда как от чехословацких — 20 тыс. долларов, болгарских — 6 тыс. долларов, французских — 1,2 тыс. долларов, английских — 0,4 тыс. долларов.
Созданная ООН Комиссия по расследованию греческих пограничных инцидентов в 1947 году установила (за это решение проголосовало большинство членов Комиссии), что главной базой подготовки греческих партизан в Югославии был Булкес и что Югославия в большей мере, чем Албания и Болгария, поддерживает партизанское движение в Греции.
Греческие коммунисты использовали Югославию (наравне с Албанией и Болгарией) в качестве убежища. В Югославию были отправлены дети греческих партизан-коммунистов (для избежания репрессий со стороны греческих властей).
Югославские власти имели собственные причины поддерживать греческих коммунистов — желание получить часть территории Эгейской Македонии, где проживало славянское меньшинство. Большинство членов Комиссии ООН по расследованию греческих пограничных инцидентов в 1947 году указывали, что Болгария и Югославия поддерживают македонских сепаратистов с целью включения Эгейской Македонии в состав Югославии. 16 июля 1947 года с территории Югославии начала работать радиостанция «Свободная Греция».

## Разрыв отношений
Ухудшение советско-югославских отношений наметилось ещё в конце 1947 — начале 1948 годов, когда советский посол в Белграде А. И. Лаврентьев и военный атташе Г. С. Сидорович направили в Москву несколько донесений, в которых обвинили югославов в вождизме и непонимании существа марксизма-ленинизма. 11 февраля 1948 года на совещании в Москве были подписаны протоколы о консультациях по международным вопросам между СССР и Югославией и СССР и Болгарией. На этом совещании И. В. Сталин запретил создание в Албании югославских военных баз. 24 февраля 1948 года был задержан выезд в Югославию дополнительной группы советских специалистов.
9 марта 1948 года А. И. Лаврентьев сообщил в Москву, что в Экономическом совете Югославии отказались предоставить советскому торгпреду служебную информацию об экономике страны. А. И. Лаврентьев был вызван в Москву, где на совещании у Сталина 12 марта того же года дал подробные пояснения, а 18 марта того же года Й. Тито получил телеграмму от В. М. Молотова, в которой было сказано, что непредоставление информации об югославской экономике советским правительством рассматривается «как акт недоверия к советским работникам в Югославии и как проявление недружелюбия в отношении СССР» и что из ФНРЮ немедленно отзываются все советские специалисты. 31 марта того же года советские специалисты и советники были отозваны из Югославии.
27 марта 1948 года Тито было направлено письмо, подписанное И. В. Сталиным и В. М. Молотовым, в котором югославское руководство обвинялось в ведении антисоветской линии, оппортунистических ошибках и ревизии важнейших положений марксизма-ленинизма.
23 апреля 1948 года А. И. Лаврентьев уведомил югославские власти о разрыве советской стороной двустороннего протокола о консультациях от 11 февраля 1948 года в связи с тем, что месяцем ранее югославское руководство заявило о своей позиции по Триесту без консультации с СССР (на самом деле югославская сторона заранее уведомила советское посольство о своем выступлении, но посольство восприняло это уведомление лишь как предоставление информации, а не как запрос о мнении советской стороны). В мае 1948 года Тито отверг советское требование о созыве в одной из южных областей Украины совещания коммунистических партий по вопросу о ситуации в компартии Югославии. 11 июня 1948 года Политбюро ЦК ВКП(б) отменило поездку в Белград делегации советских архитекторов.

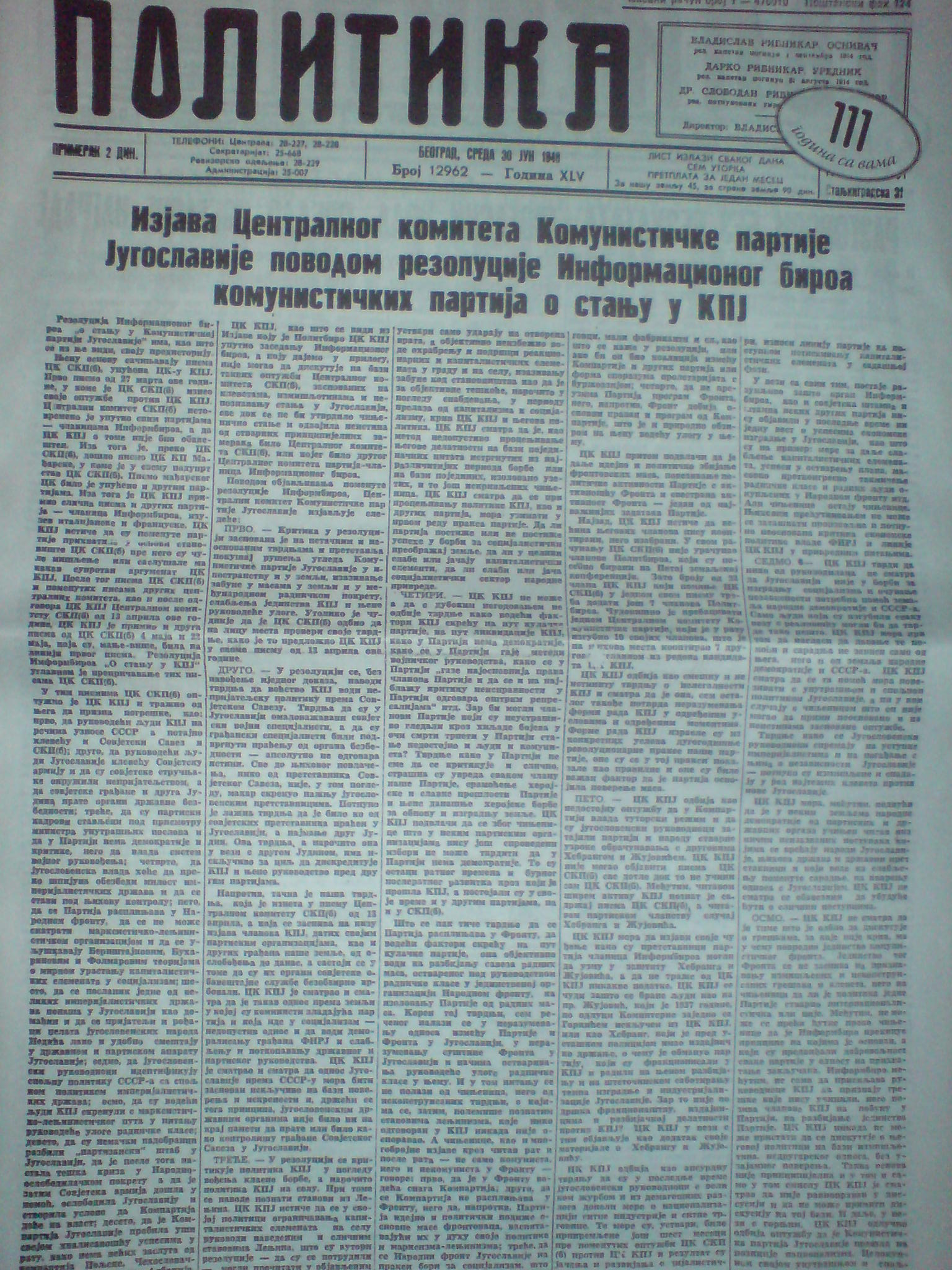
Ответ югославской стороны на резолюцию Коминформбюро. «Политика», 30 июня 1948 года

29 июня 1948 года была опубликована резолюция Коминформбюро, которая предложила югославским коммунистам «заставить своих нынешних руководителей открыто и честно признать свои ошибки и исправить их, порвать с национализмом, вернуться к интернационализму и всемерно укреплять единый социалистический фронт против империализма, или, если нынешние руководители КПЮ окажутся неспособными на это, — сменить их и выдвинуть новое интернационалистское руководство КПЮ».
Несмотря на разногласия, диалог СССР и Югославии в конце 1948 — первой половине 1949 годов ещё продолжался. Советский Союз и Югославия в числе других придунайских стран приняли участие в Белградской конференции, завершившейся подписанием 18 августа 1948 года соглашения, регулирующего судоходство по Дунаю. СССР в первой половине 1949 года продолжал отстаивать интересы Югославии в переговорах с западными странами, в частности поддерживал претензии ФНРЮ к Австрии. 12 июня 1949 года на узком совещании министров иностранных дел четырёх стран Антигитлеровской коалиции (СССР, США, Великобритании и Франции) в Париже советский представитель А. Я. Вышинский заявил по поводу претензий Югославии к Австрии:

Советское правительство считает, что требования Югославии в отношении границ и репараций справедливы. Советский Союз отказался от репараций к Австрии, но он не мог отказаться за Югославию, которой Австрия причинила большой ущерб, воюя на стороне Германии… Югославские требования не стоит смешивать с требованиями Советского Союза.
В сложном положении оказалась Албания. Весной 1948 года вышел приказ об отзыве советских военных представителей из Албании. Сталин рассматривал Албанию как югославскую зону влияния. Однако, убедившись в том, насколько глубок албано-югославский конфликт, СССР 13 апреля 1948 года отменил решение о возвращении военных советников из Албании. 20 апреля 1948 года югославский Генеральный штаб срочно отозвал из Албании делегацию югославских военных советников и представителей во главе с генералом Миланом Купрешаниным.
Югославия же не смогла нормализовать отношения с Албанией. 21 апреля 1948 года Ходжа обратился к Тито с просьбой об отмене приказа об отзыве югославских военных представителей из Албании. Ответом стало письмо Тито, в котором тот обвинил албанскую сторону в недостаточной вере в искренность югославских намерений и сообщил, что Югославия больше не может оказывать Албании экономическую помощь. После покаяния албанского руководства 31 мая 1948 года югославские власти предложили албанскому правительству направить делегацию в Белград для переговоров о продолжении военного и экономического сотрудничества. Однако 24 июня 1948 года Ходжа встретился в Варшаве с В. М. Молотовым, который предложил Албании полную поддержку, отметив, что Албания вправе развивать экономические отношения не только с Югославией. Эта встреча стимулировала Албанию к разрыву всех связей с Югославией.
24 июня 1948 года албанская сторона потребовала отозвать югославского политического инструктора Шпиро Срзентича. Александр Ранкович покритиковал Срзентича, но посоветовал ему остаться в Албании, пока не сообщат реальные причины высылки. 1 июля 1948 года югославское Министерство иностранных дел подало ноту протеста в связи с высылкой Срзентича. Однако югославский Генеральный штаб 30 июня 1948 года приказал всем югославским военнослужащим покинуть Албанию, что привело к почти полному прекращению военных отношений между двумя странами. Одновременно в Албанию вернулись все 225 албанских курсантов, которые обучались в югославских военных школах и академиях, а также учащиеся и студенты гражданских образовательных учреждений. Таким образом СССР получил Албанию, которая вышла из-под югославского влияния.
7 июля 1948 года Албания прервала все контакты с Демократической армией Греции. Впрочем, советское руководство не желало в 1948 году полного разрыва албано-югославских отношений. Советско-югославский конфликт ещё не обострился. При этом советское руководство не желало, чтобы Албания втянулась в гражданскую войну в Греции.
В начале сентября 1948 года Министерство иностранных дел СССР посоветовало албанской стороне полностью закрыть границу с Грецией на два месяца, максимально защитить границу с Югославией, но при этом не разрывать экономические отношения с Югославией и начать вести переговоры с Югославией. Однако контакты Албании с СССР усилились в том числе из-за прекращения албано-югославских контактов. Так, осенью 1948 года в СССР на обучение отправили большую группу албанских офицеров, что было связано с прекращением подготовки албанских военных кадров в Югославии.
28 сентября 1949 года двусторонние отношения между СССР и Югославией были разорваны. После того, как Югославия была избрана непостоянным членом Совета безопасности ООН, из Москвы был выслан 25 октября 1949 года со ссылкой на материалы «дела Райка» югославский посол.

## Обвинения в отношении Югославии
Обвинения в отношении властей Югославии в 1948—1949 годах менялись в сторону ужесточения. На втором совещании Коминформа (июнь 1948 года) руководству Югославии инкриминировались «измена коммунистическому движению», «троцкистское перерождение» и «буржуазный национализм». На третьем совещании Коминформа (16 — 19 ноября 1949 года) было заявлено (впрочем, эти обвинения уже звучали в официальной пропаганде), что Тито и его окружение являются «агентами империалистических разведок, завербованными заранее и замаскированными, пока их не разоблачили».
На третьем совещании Коминформа были предложены конкретные меры борьбы против властей Югославии — в докладе румынского лидера Георге Георгиу-Дежа «Югославская компартия во власти убийц и шпионов» ставилась задача создания в Югославии подпольной «революционной и интернационалистской» компартии, которая должна была при поддержке Коминформа освободить страну от «ига узурпаторов». Таким образом, с ноября 1948 года задача борьбы против Тито была объявлена одной из важнейших для компартий советского блока.

## Меры в отношении Югославии со стороны союзников СССР
Резолюция Коминформа по Югославии вызвала растерянность у левых и ультралевых стран Восточной Европы, в основном у социалистов и коммунистов. В Польше партийные активы в Гданьске, Сопоте и Штуме выразили сомнения в справедливости обвинений, адресованных югославам. Советское консульство в Гданьске сообщало 24 июля 1948 года, что часть польского населения надеялась на разрыв отношений с Советским Союзом, считая, что если бы не советские войска, то Польша поступила бы так же, как Югославия. Впрочем, даже лидеры стран советского блока (Владислав Гомулка и Георгий Димитров) в апреле 1948 года в частных беседах выражали поддержку югославскому руководству в его конфликте с СССР. Авторитет Тито в балканских странах был в 1948 году высок. Так, в Болгарии 1 мая 1948 года было много портретов Тито, а одно учреждение несло портрет Тито перед изображением Сталина.
Впрочем, уже весной и летом 1949 года в странах Восточной Европы прошли судебные процессы над лицами, обвиняемыми в связях с Тито:
- Албания. В июне 1949 года была осуждена группа коммунистов во главе с Кочи Дзодзе. По словам албанского лидера Э. Ходжи, этот процесс должен был стать «серьёзным обвинительным актом против националистической троцкистской клики Тито». Дзодзе был приговорен к смерти и казнён;
- Болгария. Советская сторона добивалась, чтобы в деле Трайчо Костова в качестве основного фигурировало «вскрытие его преступных связей с группой Тито», а не сотрудничество с болгарской полицией до Второй мировой войны (как полагали «малоопытные» болгарские следователи). Для обеспечения процесса в Болгарию прибыли три полка советских внутренних войск, которые взяли под охрану болгарские учреждения. 14 декабря 1949 года по делу Костова осудили 11 человек (самого Костова — к виселице, а остальных — к тюремному заключению).

В январе 1949 года был создан Совет экономической взаимопомощи, который должен был координировать антиюгославскую деятельность в плане экономических связей. Советско-югославский конфликт привел к тому, что усилились позиции ГДР в советском блоке. Уже на Пражской сессии восточноевропейских министров иностранных дел министр ГДР Георг Дертингер занял пустующее место своего югославского коллеги. В 1950 году советская сторона настояла на решении Постоянного комитета Всемирного комитета сторонников мира об исключении югославских представителей из Всемирного комитета сторонников мира.

## Планы военного вторжения советского блока в Югославию
В странах советского блока разрабатывались планы военной операции против титовской Югославии. Советская сторона способствовала наращиванию вооруженных контингентов стран-союзников даже вопреки Парижским мирным договорам 1947 года. Так, численность вооруженных сил Болгарии в конце 1948 года превысила 81 тысячу человек (по оценкам советского военного советника А. В. Петрушевского), тогда как по Парижскому мирному договору она не должна была превышать 65 тысяч человек. Впрочем, в 1949—1950 годах численность югославской армии достигала 500 тысяч человек.
В мае — июне 1951 года в Генеральном штабе Венгрии был разработан план нападения на Белград, который предусматривал проведение совместной операции с румынского и болгарского направлений и окружение города на четвёртый день после начала совместной операции.
В свою очередь, югославский Генеральный штаб готовил планы отражения вторжения и развёртывания новой партизанской борьбы на тех территориях страны, которые будут оккупированы. Хотя до новой войны дело не дошло, на границах Югославии в эти годы происходили непрерывные инциденты, в том числе и с применением оружия: с Болгарией — 310, с Албанией — 210, с Румынией — 190, с Венгрией — 334.

## Антиюгославская информационная война 1949—1954 годов
Советский блок организовал против руководства Югославии мощную пропагандистскую кампанию. В её проведении активное участие приняли многочисленные югославские эмигранты-невозвращенцы. Только в СССР, согласно записке заместителя заведующего Отдела внешних сношений ЦК ВКП(б) Б. Н. Пономарёва от 8 декабря 1948 года, адресованной Г. М. Маленкову, было более 500 югославских эмигрантов, отказавшихся возвращаться на Родину. В СССР был учрежден «Союз югославских патриотов за освобождение Югославии от фашистского ига клики Тито-Ранковича и империалистического рабства», который также стал издавать свою газету — «За социалистическую Югославию» (о её выходе сообщила «Правда» 1 мая 1949 года). Кроме того, югославские эмигранты забрасывались в Югославию с целью распространения там антититовских газет и листовок. Так, за период с 20 июня по 20 октября 1953 года через болгарско-югославскую границу забросили 52 югославских эмигрантов, которые распространили 91,3 тыс. экз. печатной продукции.
Массированная информационная кампания против титовского руководства началась с июня 1948 года, когда в «Правде» была опубликована резолюция второго совещания Коминформа. В ответ все радиостанции Югославии транслировали заявление пленума ЦК Компартии Югославии о том, что «критика в резолюции основана на неточных и необоснованных утверждениях и представляет попытку подорвать авторитет КПЮ за рубежом». Тем не менее редакция газеты «За прочный мир, за народную демократию» срочно переехала из Белграда в Бухарест и исключила представителей Компартии Югославии из своих рядов.
8 сентября 1948 года в «Правде» вышла статья за подписью ЦЕКА под названием «Куда ведёт национализм группы Тито в Югославии», где сообщалось следующее:

Группа Тито в эти дни встала в один общий лагерь с империалистами, обливая грязью компартии народно-демократических стран и СССР на радость империалистам.
Антиюгославская пропаганда с полос газет и по радио всех стран советского блока координировалась и направлялась Внешнеполитической комиссией ЦК ВКП(б) (этот орган готовил основные документы по такой пропаганде) и секретариатом Коминформа.
Пропагандистские антититовские группы действовали также в странах-союзниках СССР. Уже с сентября 1948 года в Праге стала издаваться газета югославской эмиграции «Нова Борба», экземпляры которой нелегально переправлялись в Югославию, а также легально распространялись среди сербского населения Румынии. К 22 августа 1951 года югославские эмигранты издавали 6 газет для распространения в Югославии, которые печатались в СССР, Румынии, Болгарии, Венгрии и Албании. Месячный тираж этих газет составлял около 115—120 тыс. экз..
Выходили следующие издания (по состоянию на 22 августа 1951 года):
- «За социалистическую Югославию» (Москва) 1 раз в неделю;
- «Нова Борба» (Прага) — 1 раз в 10 дней;
- «Под знаменем интернационализма» (Румыния) — 1 раз в 10 дней;
- «Вперёд» (Болгария) — 1 раз в 10 дней;
- «За народную победу» (Венгрия) — 1 раз в 2 недели;
- «За свободу» (Албания) — 1 раз в 2 недели.

Антиюгославские газеты выпускались на сербско-хорватском, македонском и словенском языках.
Помимо газет, для Югославии выпускались в странах советского блока также листовки и брошюры.
С 1949 года антиюгославскую пропаганду стали вести радиостанции союзников СССР — Румынии, Болгарии, Польши. К радиопередачам привлекались югославские эмигранты.
Вдоль югославской границы были построены радиостанции. Только с 1 ноября 1950 года по 1 июля 1951 года (за 242 дня) радиостанции СССР и его стран-союзников по Коминформу передали 4153 антиюгославских сообщения общей продолжительностью 2568 часов. Антиюгославские сообщения передавались также на английском, французском, немецком и испанском языках на Западную Европу.
В радиопередачах из соцстран не только разоблачали «клику Тито», но и рассказывали о борьбе с титоистами в других странах. Так, польское радио сообщало населению Югославии о борьбе с «агентами Тито и англо-американских империалистов» Т. Костовым и Л. Райком.
Газеты и другие пропагандистские материалы нелегально ввозились в Югославию. Маршрутов доставки было несколько. Большие поставки шли через Румынию: газеты из СССР, Чехословакии и других стран свозились в Бухарест на базу при международном отделе ЦК Румынской рабочей партии.
Непосредственно на территорию Югославии печатная советская пропаганда ввозилась с территории всех пограничных с ней советских стран (Албании, Венгрии, Румынии и Болгарии), а также через Австрию (там стояли советские оккупационные войска) и даже через контролируемый капиталистическими странами Триест (Коммунистическая партия Свободной территории Триест оказывала в этом содействие). Часть месячного тиража антиюгославских газет печаталась малым форматом для облегчения их переправки в Югославию и распространения там.
Переброска из Болгарии осуществлялась по всему периметру болгарско-югославской границы дважды в месяц специальными курьерами, которые нелегально переходили границу.
Однако эффективность такого рода пропаганды была низкой. Во-первых, большинство газет ввезти в Югославию не удавалось. За первую половину 1951 года из выпущенных 800—900 тыс. экз. удалось забросить в Югославию по основным каналам около 380 тыс. экз. газет, листовок и брошюр, то есть менее половины. Во-вторых, большинство ввезённых в Югославию газет оседало в приграничной полосе.
Тем не менее благодаря антититовской пропаганде стало известно о существовании тюрьмы Голи-Оток. 19 мая 1951 года югославская эмигрантская радиостанция дала относительно полную и достоверную характеристику Голи-Оток, «одного из нескольких лагерей смерти в Югославии»: в сообщении говорилось в том числе о том, что «лагерь для коммунистов и честных патриотов на Голом острове титоисты ввели в действие в июле 1949 года».
Титовским властям пришлось фактически признать существование этой тюрьмы и организовать туда визит иностранцев. 28 ноября 1951 года Голи-Оток посетила первая иностранная делегация, которая состояла из одиннадцати французских корреспондентов. К приезду этой делегации надёжных заключённых хорошо накормили и одели в новую одежду. Перед этим — в сентябре 1951 года — тюрьму в Голи-Оток и женский лагерь в Свети-Гргур — посетил Александр Ранкович, министр внутренних дел. К его приезду также подготовились: в Голи-Оток построили новые бараки, вычистили и благоустроили двор и прилегающую территорию, отвели для мытья заключённых, выдали им чистые рубахи и накормили воскресным обедом.
Югославские власти приняли ряд мер по контрпропаганде. В ноябре 1948 года Тито в Скупщине говорил об «империалистической политике СССР в отношении малых народов, направленной на их экономическое и политическое закабаление».
Антиюгославская информационная война прекратилась в сентябре 1954 года. 30 сентября 1954 года (в соответствии с постановлением ЦК КПСС от 23 сентября 1954 года), а 16 — 18 сентября того же года вышли последние номера эмигрантских газет в странах советского блока.

## Подготовка покушения на Тито

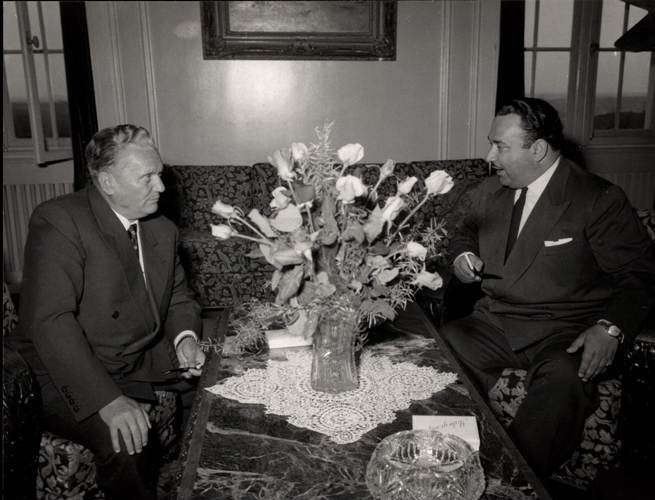
Советский разведчик Григулевич под видом представителя Коста-Рики разговаривает с Иосипом Тито, 27 апреля 1953 года

22 июля 1952 года в Югославию под видом дипломатического представителя Коста-Рики был назначен советский разведчик Иосиф Григулевич, который встречался с Тито и (по данным Павла Судоплатова) должен был убить его. Однако покушение проведено не было из-за смерти Сталина.

## Югославская эмиграция в странах советского блока
Советско-югославский конфликт привел к появлению в странах советского блока югославской эмиграции. Она состояла из отказавшихся вернуться в Югославию после начала конфликта и из перебежчиков. Югославский посол в Румынии Голубович ушёл в отставку сразу после опубликования резолюции Коминформа, а 2 августа 1948 года было опубликовано его заявление в «Правде». Генерал югославских ВВС П. Попивода бежал из Югославии, объяснив свой поступок «террором Тито». На начало декабря 1948 года на территории СССР находились следующие группы югославов:
- Около 500 югославов, учившихся в советских военно-учебных заведениях и не вернувшихся в Югославию;
- Около 50 югославских студентов гражданских вузов СССР, которые не вернулись в Югославию;
- 28 югославов, эмигрировавших в СССР.

В Бухаресте (согласно постановлению ЦК ВКП(б) от 19 декабря 1950 года) прошла 17—18 января 1951 года конференция югославской эмиграции, которая избрала координационный центр:
- П. Попивода (руководитель);
- Р. Голубович (заместитель руководителя и главный редактор «За социалистическую Югославию»);
- И. Петранович;
- Д. Новаков;
- А. Рупник;
- Р. Андрич;
- Ж Люболев.

Координационный центр стал представителем югославской эмиграции в различных организациях. Представители Координационного центра были делегированы в следующие организации:
- Всемирная федерация профсоюзов;
- Международная демократическая федерация женщин;
- Международная организации участников сопротивления и борцов против фашизма.

Представители Координационного центра выступали на мероприятиях коммунистических партий от имени югославской «революционной» эмиграции:
- II съезд Венгерской партии трудящихся;
- Празднование десятилетие основания Албанской партии труда;
- XIX съезд КПСС.

На основе Координационного центра шло формирование альтернативной югославской компартии. Был создан «Союз патриотов по освобождению народов Югославии от фашистского гнёта клики Тито-Ранковича и империалистической неволи», председателем которого стал П. Попивода, а в состав исполнительного комитета вошли члены Координационного центра. 23 — 25 апреля 1953 года прошла первая конференция этого «Союза патриотов», которая избрала в состав исполнительного комитета:
- От советской группы эмиграции — П. Попивода, Й. Петранович, Д. Роданович, И. Узунов, И. Кош;
- От румынской группы эмиграции — У. Томин;
- От польской группы эмиграции — Н. Сандулович;
- От чехословацкой группы эмиграции — С. Миркович;
- От болгарской группы эмиграции — В. Минович.

23 сентября 1954 года Хрущев направил всем лидерам стран советского блока сообщение о прекращении деятельности на территории СССР «Союза югославских патриотов» и выпуска их газеты.

## Ответные меры со стороны югославского руководства

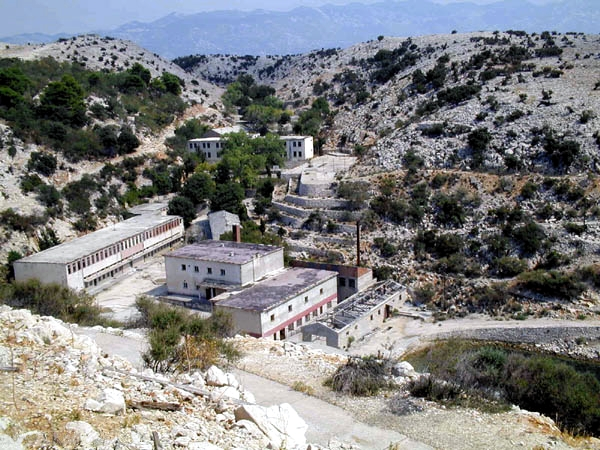
Концлагерь Голи Оток для просоветски настроенных югославских коммунистов

Югославское руководство подвергло репрессиям своих коммунистов, которые сочувствовали советскому блоку. Уже 30 июня 1948 года органы госбезопасности Югославии получили указание арестовать всех, кто выступает за Коминформбюро. Это указание исполнялось. Во все партийные организации были назначены уполномоченные, которые должны были выявить сторонников Коминформбюро. Также в период советско-югославского конфликта репрессиям и выдавливанию в эмиграцию подверглась немногочисленная русская община Югославии. В мае 1949 года началось строительство концлагеря «Голи Оток», куда уже в июле того же года прибыли заключённые-информбюровцы. Сроки пребывания в «Голи Отоке» были небольшие — от 6 месяцев до 2 лет.

### Репрессии в отношении просоветски настроенных югославских коммунистов

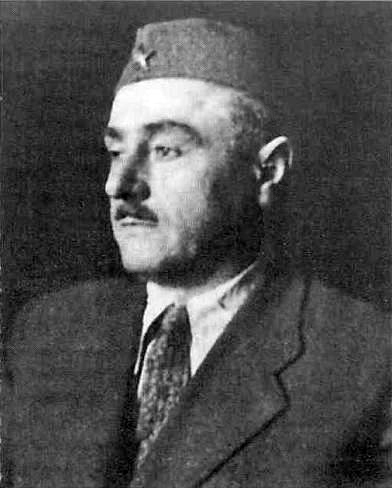
Андрия Хебранг, арестованный титовскими властями по подозрению в шпионаже в пользу СССР. Покончил с собой в белградской тюрьме

Значительная часть югославских коммунистов поддержала антититовскую резолюцию Коминформа. Таковых стали называть в титовской Югославии «информбюровцами». В поддержку резолюции Коминформа высказались более 55 тысяч членов Коммунистической партии Югославии (около 12 % ее численности) и около 52 тыс. кандидатов в члены Коммунистической партии Югославии. Их арестовывали. Только за 1948—1949 годы в Югославии арестовали 97 692 человека, подавляющее большинство которых составляли члены коммунистической партии Югославии (арест означал их исключение из партии). Для пополнения партии в неё провели набор «нетрудовых элементов» и военнослужащих. 

### Репрессии в отношении просоветски настроенных югославских военнослужащих

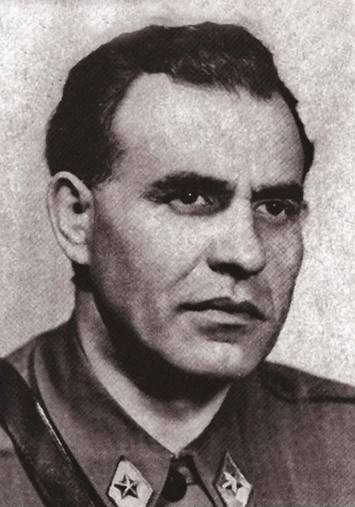
Сретен Жуйович, который обучался в СССР и по возвращении был арестован из-за советско-югославского конфликта

Репрессиям подверглись также югославские военнослужащие, которые вернулись из СССР или имели контакты с советскими военными специалистами в самой Югославии. 19 февраля 1948 года на Политбюро ЦК Компартии Югославии было принято решение прекратить направление офицеров в СССР. 12 июля 1948 года руководство советских военных академий объявило решение югославских властей об отзыве слушателей из СССР. При этом советская сторона официально предложила югославским офицерам и курсантам остаться в СССР для завершения обучения. Некоторые этим предложением воспользовались. Около 340 югославских офицеров и курсантов осталось в СССР, но около 1100 вернулись в Югославию.
Некоторые вернувшиеся из СССР югославские офицеры были подвергнуты арестам по обвинению в шпионаже в пользу Советского Союза. Многих вернувшихся офицеров и генералов в Югославии назначили на второстепенные должности. Тех, кто сохранил должности, в Югославии упрекали в том, что они переняли в СССР чрезмерный формализм и избыток теории, характерные (по мнению югославов) для советской системы военного образования. Советский военный атташе Сидорович в конце 1948 года выразил югославским военным властям протест в связи с обращением с офицерами, проходившими образование в СССР. Югославы ответили Сидоровичу, что в Югославии подвергают арестам и преследованию только открытых врагов вроде Сретена Жуйовича и Андрии Хебранга.
Югославский Генеральный штаб провел специальное анкетирование югославских офицеров об их опыте работы с советскими специалистами, собрав немало негативных отзывов об этих контактах. Были выявлены советские военные советники, которые (по данным югославов) вербовали югославских офицеров, были осуждены по обвинению в шпионаже в пользу СССР югославские офицеры, которые контактировали с этими советниками.
Были случаи побегов югославских военнослужащих в страны советского блока. Так, 19 апреля 1949 года командир 119-го авиаполка подполковник Берислав Супек перелетел в Румынию на советском военно-транспортном самолете Ще-2. Югославская газета «Борба» объявила, что Супек — агент усташей, гестапо и НКВД.

### Репрессии властей Югославии в отношении граждан стран советского блока и русских
В Югославии к 1948 году существовала русская община. Она состояла из двух групп: белоэмигранты и их потомки, а также советские граждане, попавшие на территорию Югославии во время Второй мировой войны. Обе группы в 1945—1948 годах сильно уменьшились. Значительная часть белой эмиграции (в том числе Русский корпус) покинула Югославию в 1945 году с отступившими немецкими частями.
Советские коллаборационисты, служившие в казачьих частях, отступили из Югославии в 1945 году. Они были разоружены и выданы СССР. Среди выданных оказались казаки-эмигранты, не имевшие никогда советского гражданства, которые до того жили в Югославии. По мнению доктора исторических наук Олега Будницкого, если бы этих казаков выдали бы властям Югославии, то их ждала бы смерть.
Белоэмигранты стремились в основном выехать в капиталистические страны, спасаясь от устанавливаемого в Югославии социализма. Меньшая часть белой эмиграции выезжала в СССР.
«Вторая русская эмиграция» (то есть советские граждане, попавшие в страну в период Великой Отечественной войны) в Югославии была к началу советско-югославского конфликта немногочисленной. Это было связано с тем, что в 1945—1947 годах значительная часть советских граждан из Югославии была уже репатриирована в СССР.
С началом советско-югославского конфликта возобновилась репатриация советских граждан в СССР (в том числе принявших советское гражданство белых эмигрантов и их потомков). Однако масштабы её были незначительными — несколько сотен человек. С июля 1947 года по июнь 1952 года в СССР были репатриированы из Югославии 243 советских гражданина. По данным советских органов репатриации, в Югославии на 1 января 1952 года «вторая русская эмиграция» насчитывала 904 человека, из которых 584 были украинцами.
С началом советско-югославского конфликта титовские власти стали рассматривать советских граждан, а также русских белых эмигрантов как потенциальную «пятую колонну». Соответственно, те из них, кто еще оставался в Югославии, были подвергнуты репрессиям. В августе 1951 года в Югославии был проведён показательный процесс над «группой советских шпионов», на котором осудили бывших членов Союза советских патриотов (эта организация была в 1945 году сначала переименована в «Союз граждан советского происхождения», а затем вовсе распущена).
Сотни советских граждан и белых эмигрантов были изгнаны из Югославии как советские агенты. Власти социалистических стран, которые их приняли, также им не доверяли. В Болгарии в 1949 году была создана секция при специальном отделе МВД «Белогвардейцы» (появился в 1946 году) для слежки за 777 русскими «агентами СССР», которых титовские власти изгнали из Югославии.
Таким образом, к 1953 году русская община в Югославии практически исчезла. По данным историка Виктора Косика, в начале 1950-х годов из Югославии выехали 4/5 из остававшихся там русских (из них 90 % — в западные страны).
Ещё одна категория граждан стран советского блока — сотрудники дипломатических миссий в Белграде — были ограничены властями Югославии в свободе передвижения. Примером такого ограничения является нота югославского правительства от 1 декабря 1951 года, которая вводила (с 1 декабря 1951 года) ограничения на передвижение сотрудников советского посольства:
- Полный запрет на посещения — СР Босния и Герцеговина, СР Македония, СР Черногория, САК Воеводина, САК Косово и Метохия, бывшая Мариборская область, приграничная полоса шириной 30 километров;
- Перемещение при условии предварительного уведомления югославских властей — Тржич, Топола, Обреновац;
- Перемещение без предварительного уведомления югославских властей — в радиусе 30 километров от Белграда (за исключением некоторых пунктов).

Советские журналисты продолжали работать в Югославии, собирая информацию о деятельности титовских властей и передавая её своему руководству. В частности, в июне — июле 1950 года корреспондент ТАСС передавал информацию из Югославии (в частности, о рабочих советах при югославских предприятиях) для публикации в «Вестнике иностранной служебной информации ТАСС» (серия «Особые закрытые письма» под грифом «Совершенно секретно»).

### Судебные процессы над сторонниками советского блока
В отличие от стран советского блока, в Югославии не было организовано ни одного крупного политического процесса, подобного делу Л. Райка. Вместо этого шли мелкие судебные процессы над «информбюровцами». Так, в декабре 1952 года в Белграде были осуждены четыре студента Высшей журналистико-дипломатической школы по обвинению в создании «подпольной организации с целью присоединения Югославии к советскому блоку, то есть создание Советской Югославии». Студентам дали от 7 до 10 лет лишения свободы, а их учебное заведение было упразднено специальным решением правительства.

### Поддержка оппозиции в странах советского блока

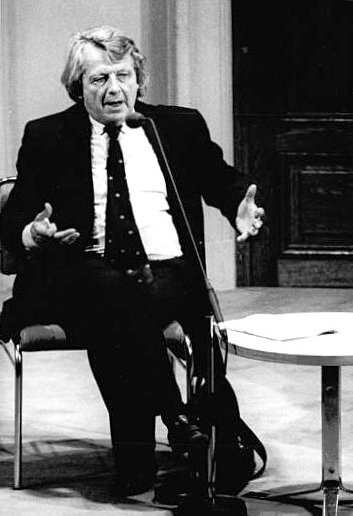
Вольфганг Леонгард

В марте 1949 года в Югославию через Прагу бежал из Восточной Германии Вольфганг Леонгард. 23 апреля 1949 года в 14:45 Леонгард выступил по Белградскому радио. Вскоре Леонгард перебрался в ФРГ. Там Леонгард создал совместно с Иозефом Шаппе, Георгом Фишером и другими Независимую рабочую партию Германии, которая просуществовала до 1952 года и финансировалась Коммунистической партией Югославии. В СЕПГ эту партию называли «титоистской кликой Шаппе — Леонхарда».

### Сближение с США и их союзниками
Оказавшись в кольце враждебных стран, Югославия с 1949 года стала сближаться со странами Запада. В июле 1949 года Югославия закрыла границу с Грецией, чем осложнила положение местных коммунистов, которым до того помогала.

## Сербская православная церковь в условиях конфликта
В 1945 году Сербская православная церковь, до того, с начала 1920-х годов, признававшая и всячески поддерживавшая Русскую православную церковь заграницей (РПЦЗ) (карловацкий синод), который рассматривался властями СССР как антисоветская эмигрантская организация, а советской Московской патриархией как раскол, установила полноценные отношения с Русской церковью с центром в Москве. Ещё до окончания войны сербские священники-партизаны получали от местоблюстителя митрополита Алексия (Симанского) наперсные кресты и богослужебные предметы.
В сентябре 1944 года руководство РПЦЗ во главе с митрополитом Анастасием Грибановским, включая канцелярию Архиерейского синода, покинуло оккупированную Югославию, в которой руководство РПЦЗ базировалось с 1921 года. Русское духовенство учреждённой властями Независимого государства Хорватии  (НГХ) Хорватской православной церкви во главе с митрополитом Гермогеном (Максимовым) было в основном арестовано и расстреляно коммунистическими властями в мае—июне 1945 года. Оставшаяся в Югославии часть русских священников приняла советское гражданство и перешла в юрисдикцию Московского патриархата. В апреле — мае 1945 года Югославию и Болгарию посетил епископ Московского патриархата Сергий (Ларин). Визит преследовал две цели: добиться от Сербской православной церкви осуждения «Карловацкого раскола» (это не удалось) и перевести в юрисдикцию Московского патриархата Мукачевско-Пряшевскую епархию. Сергий (Ларин) принял в подчинение Московской патриархии бывший главный храм РПЦЗ в Белграде. В 1946 году храм получил статус Подворья Московского патриархата и находился в составе ставропигиального благочиния русских православных приходов на территории Югославии.
Дружественное отношение Сербского патриархата к Московской патриархии в 1945—1948 годах выразилось в частности в участии Сербского патриарха Гавриила V в юбилейных торжествах по поводу 500-летия автокефалии РПЦ и на Совещании предстоятелей и представителей автокефальных православных Церквей, проходивших в Москве 8—17 июля 1948 года. Совещание, организованное Московской патриархией и согласованное с руководством СССР, имело целью утвердить фактическое первенство Московского патриархата в православии, бойкотировалось руководством греческих православных церквей, приняло ряд документов политического характера, в частности с осуждением политики Ватикана и католицизма как такового, а также экуменизма.
Советско-югославский конфликт привел к тому, что на оставшихся русских священников власти Югославии стали смотреть как на потенциальных агентов Москвы. В 1950 году в Албанию из Югославии были высланы священники Димитрий Томачинский и Григорий Крыжановский, а также русская женская Благовещенская монашеская община. Скончался в заключении в ноябре 1949 года арестованный титовскими властями советский гражданин с 1946 года, священник Владислав Неклюдов, которого обвинили в намерении (по просьбе протоиерея Алексея Крыжко) обратиться в посольство СССР с просьбой о ходатайстве перед югославскими властями за невинно арестованных в Сараево лиц. Протоиерей Иоанн Сокаль сообщал главе ОВЦС МП митрополиту Николаю (Ярушевичу), что такая просьба в Югославии «квалифицируется как шпионаж».
Руководство Сербской православной церкви не пошло на разрыв отношений с Московской патриархией. Патриарх Сербский Гавриил V категорически отверг предложение титовских властей осудить антиюгославские акции Коминформа. Гавриил V был настроен против Тито, хорвата по национальности. Будучи в 1948 году в Москве на совещании, Гавриил V в Совете по делам Русской православной церкви выражал недовольство отношением режима Тито к Сербской православной церкви и заявил, что хотел бы иметь во главе Югославии не хорвата, а серба.
Гавриил V уже после разрыва дипломатических отношений между СССР и Югославией неоднократно (29 сентября 1949 года, 28 декабря 1949 года и 23 марта 1950 года) лично беседовал с первым секретарем советского посольства в Белграде А. М. Зубовым. Гавриил жаловался на тяжелое финансовое положение Сербской православной церкви, отмечая, что югославские власти налогами «обдирают церковь как липку». Гавриил V сообщил А. М. Зубову 29 сентября 1949 года следующее:

Мы знаем, что осудить Информбюро — это значит осудить Россию, Советский Союз, Московскую патриархию. Мы также знаем, что Сербская православная церковь в течение веков существовала только благодаря помощи Русской православной церкви.
Югославские власти со своей стороны создали внутри Сербской православной церкви структуру, которая была прокоммунистической и параллельной епископам. В конце 1940-х годов титовские власти поддерживали организационный раскол в Сербской православной церкви, создавая оппозицию патриарху Гавриилу V. В 1947 году в Югославии был создан Союз демократических священников, в к концу 1948 года подобные республиканские Союзы действовали в Сербии, Боснии и Герцеговине, Черногории и Македонии. В марте 1949 года в Белграде прошла конференция православного духовенства, которая учредила Союз демократических священников Югославии. Синод Сербской православной церкви осудил эту новую структуру как неканоничную и предложил священникам не вступать в этот Союз. Однако два архиерея Сербской православной церкви — Викентий (Проданов) и Ириней (Джурич) — не подчинились решению Архиерейского собора и разрешили священникам своих епархий вступать в этот Союз. Со своей стороны Белградское отделение Союза приняло резолюцию, осуждающую Коминформбюро, то есть поддержало титовские власти против советского блока. Таким образом, сербское духовенство было разделено — большая часть (70 %) в конце 1949 года вступила в Союз православных священников Югославии. Меньшая часть приходского духовенства и почти все епископы остались верны патриарху.
В 1950 году Гавриил V скончался. Его преемник Викентий (тот самый, который разрешал своим священникам вступать в Союз), избранный в июле 1950 года, рассматривался в Москве как ставленник титовского режима. В августе того же года церковная (как и официальная) печать Югославии не стала публиковать обращение трёх советских патриархов (Русской, Армянской и Грузинской церквей) с призывом к борьбе против угрозы новой войны.
В социалистической Венгерской Народной Республике православные приходы (делившиеся на русско-венгерские, румынские и сербские) также пострадали от советско-югославского конфликта. Между русскими и сербскими приходами в Венгрии произошел полный разрыв: русский благочинный не мог посещать ни одну сербскую общину из-за запрета со стороны епископа Георгия. При этом венгерские власти больше помогали деньгами (по состоянию на осень 1950 года) сербским приходам, чем более населённым русским и венгерским приходам.
Руководство Сербской православной церкви приветствовало нормализацию советско-югославских отношений. В начале 1955 года сербский патриарх Викентий отслужил молебен в русском храме в Белграде. Также был урегулирован разрыв между сербскими и русскими православными приходами в Венгрии: к 1955 году Сербская и Румынская православные церкви передали свои приходы в Венгрии в Русскую православную церковь. В 1956 году Викентий посетил СССР.
Тёплое отношение Викентия к Советскому Союзу не понравились властям Югославии. В 1958 году И. Б. Тито лично вычеркнул имя сербского патриарха Викентия из списка гостей, отправляемых из Югославии в Москву на празднества международной православной встречи в мае 1958 года в связи с 40-летием восстановления Московского патриархата. Викентию не удалось посетить эту встречу.

## Славянские комитеты и конфликт
В странах Восточной Европы существовали подконтрольные властям славянские комитеты. В 1946 году Славянские комитеты существовали в Чехословакии (там было две организации — Славянский комитет Чехии и Славянский комитет Словакии), Польше, Югославии (в том числе в каждой из ее республик) и Болгарии. В декабре 1946 года в Белграде прошел Первый послевоенный славянский конгресс, который учредил Общеславянский комитет в котором было по 5 человек от каждой из 5-ти славянских стран. Штаб-квартира располагалась в Белграде, где работали Председатель Президиума Божидар Масларич, ответственный секретарь И. П. Медведев и 5 референтов (по одному от каждой славянской страны). 
В связи с началом советско-югославского конфликта в марте — июне 1948 года Белград покинули И. П. Медведев и иностранные референты. В начале июля 1948 года югославских деятелей славянского движения пригласили в Чехословакию на национальный праздник.
Югославскую делегацию, прибывшую в Чехословакию, возглавил Божидар Масларич. Он выступил в поддержку Тито и Коммунистической партии Югославии, а также обвинил советских делегатов в саботаже славянских мероприятий. После возвращения в Югославию югославские делегаты столкнулись с тем, что на их письма перестали отвечать и даже не опубликовали в журнале «Славяне» поздравление Славянского комитета Югославии (при этом там напечатали поздравление Славянского комитета Израиля). Аппарат Общеславянского комитета еще несколько месяцев работал, но силами только югославских сотрудников, затем перестал функционировать.
В марте 1949 года ЦК ВКП(б) сообщил, что Общеславянский комитет не будет восстановлен. Славянские комитеты стран советского блока стали участниками антититовской информационной кампании. Так в штат Славянского комитета СССР включили коллектив газеты югославских эмигрантов «За социалистическую Югославию».
После завершения советско-югославского конфликта Общеславянский комитет не был восстановлен. Югославская сторона пошла на создание в 1955 году Международного комитета славистов.

## Меры в отношении югославских граждан и сербов на территории стран советского блока
На момент начала советско-югославского конфликта на территории стран советского блока проживали сотни югославских граждан. Они делились на несколько категорий. В первую входили военнопленные, воевавшие против СССР во Вторую мировую войну. Значительная часть военнопленных, имевших гражданство Югославии, была освобождена и репатриирована на родину ещё до советско-югославского конфликта. Согласно справке ГУПВИ МВД СССР (февраль 1947 года), по состоянию на 1 января 1947 года из советского плена были освобождены 19 256 граждан Югославии. Однако в советском плену находились подданные Югославии, которых югославские власти не желали репатриировать. К их числу относились венгры. Согласно служебной записке С. Н. Круглова от 23 мая 1947 года, в лагерях МВД СССР и рабочих батальонах содержались 1574 венгра, имевшие подданство Югославии. Советско-югославский конфликт затруднил процесс их репатриации в Югославию.
В советском лагере в Сигете (Румыния) в конце 1949 года содержались 543 военнопленных венгра, имевших югославское гражданство. 8 декабря 1949 года решением Политбюро ЦК ВКП(б) было одобрено предложение МИД СССР о репатриации этих югославских граждан в Венгрию. Однако в СССР ещё оставались югославские граждане из числа военнопленных и интернированных, которых в условиях конфликта советские власти содержали в лагерях. Часть этих граждан была осуждена за военные преступления, но большинство не были осуждены. Министр внутренних дел СССР С. Н. Круглов докладывал 30 марта 1952 года В. М. Молотову, что в лагерях МВД СССР по состоянию на 1 марта 1952 года содержались 242 гражданина Югославии, в том числе:
- 218 военнопленных (из них 97 осужденных);
- 24 интернированных (из них 10 осужденных).

Кроме того, по состоянию на 1 января 1953 года на спецпоселении в СССР содержалось 1 лицо с гражданством Югославии.
Большой категорией югославских граждан были лица, которые обучались, трудились в качестве специалистов или проходили службу в армиях советского блока. Таких было немало. Сотни югославов учились в СССР, прежде всего в военных учреждениях. Были (например, в армии Болгарии) офицеры с югославским гражданством. Им пришлось выбирать — признавать или нет антититовскую резолюцию.
В СССР в конце 1948 года проживали сотни югославских граждан, которые обучались в советских военных академиях и училищах. После начала советско-югославского конфликта этим людям пришлось выбирать — поддерживать или нет антититовскую резолюцию. Многие поддержали. В докладной записке Бориса Пономарёва Георгию Маленкову сообщалось:

В настоящее время в Советском Союзе находится 572 югослава, которые одобрили заявление о положении в КПЮ и отказались вернуться в Югославию. В академиях, военных училищах, школах и частям МВС СССР обучается 434 югославских офицера, большинство из которых коммунисты и комсомольцы. В вузах СССР обучается 47 югославов, в суворовских училищах — 63 чел. Кроме того, за последнее время в пределы Советского Союза прибыло 28 югославских политэмигрантов, причем многие из них являются видными дипломатами и политическими работниками. Югославы большими группами проживают в ряде городов СССР: в Москве, Ленинграде, Риге, Одессе, Серпухове, Костроме и др. городах
Политэмигрантов из Югославии в СССР расселяли в гостиницах, причём содержали их за счет Красного Креста. В Докладной записке Бориса Пономарёва от 15 декабря 1948 года сообщалось, что все прибывшие в СССР политэмигранты в числе примерно 30 человек (некоторые с семьями) «находятся на материальном обеспечении и обслуживании Союза Обществ Красного Креста и Красного Полумесяца СССР, затратившего на 15 декабря с.г. для указанных целей более 200 тысяч рублей, причем около половины этой суммы истрачено на оплату номеров в гостиницах Москвы и Одессы».
Некоторые югославы приняли советское гражданство. Постановление ЦК ВКП(б) от 1 февраля 1949 года разрешило партийным организациям принимать в ВКП(б) членов и кандидатов в члены Компартии Югославии, «находившихся в СССР и принявших советское гражданство». Причем приём вёлся на льготных по сравнению с обычными советскими гражданами условиями. В частности, было предписано принимать таких югославов «в индивидуальном порядке без прохождения кандидатского стажа и без представления рекомендаций». Большинство остававшихся в начале 1949 года в СССР югославских коммунистов подали заявления на вступление в ВКП(б). Так по состоянию на 20 марта 1949 года в военных академиях и училищах СССР насчитывалось 316 членов Компартии Югославии и 3 кандидата в члены Компартии Югославии. Из них по состоянию на 20 марта 1949 года заявления на вступление в ВКП(б) подали 211 членов Компартии Югославии и 3 кандидата в члены Компартии Югославии.
Впрочем, не всегда отношение к югославским офицерам было хорошим. Порой их воспринимали как шпионов. 28 октября 1949 года И. В. Сталин предложил болгарским руководителям Вылко Червенкову и Василу Коларову следующее:

В связи с тем, что в болгарской армии на низших и средних командных должностях находятся до 100 югославских офицеров и так как не исключено, что среди них имеются разведчики, специально заброшенные в Болгарию аппаратом Ранковича — теперь же отчислить из болгарской армии всех югославских офицеров, с представлением им работы в гражданских учреждениях
Совет Сталина болгары выполнили быстро — уже 30 октября 1949 года Сталину сообщили о решении уволить из армии всех югославских офицеров.
Еще одной категорией населения, пострадавшей от советско-югославского конфликта, стали этнические сербы, проживавшие на территории советского блока. Немногочисленное сербское население Венгрии и Румынии подверглось принудительному переселению из пограничной полосы с Югославией. В Венгрии выселение шло из пограничной полосы как с Югославией, так и с Австрией. Румынские власти поначалу использовали своих граждан-сербов из приграничных с Югославией районов для переброски в ФНРЮ антититовской литературы. В апреле 1950 года Г. Георгиу-Деж сообщил секретариату Коминформбюро, что ЦК Румынской рабочей партии усилил партийную пропаганду и агитацию среди сербского и хорватского населения приграничных местностей Румынии с целью превращения его в «активную боевую силу» против «фашистской банды» Тито. Впрочем, доверие к сербам продолжалось недолго. Власти Румынии выселили в июне 1951 года под предлогом конфликта с Югославией из румынского Баната 40 тысяч человек, из которых сербы составили 3 тыс. человек, румыны — 10,5 тыс. человек и немцы — около 8 тыс. человек. При этом запрета для румынских сербов на занятие государственных должностей в Румынии не было. Так, согласно справке, представленной секретарём ЦК Румынской рабочей партии А. Могиорошем в октябре 1951 года, в аппарате ЦК Румынской рабочей партии трудились 2 «серба».
Репрессиям подверглись также некоторые югославские эмигранты в странах советского блока. В мае 1949 года был арестован в Будапеште атташе югославского посольства Боаров, которого этапировали в Москву.
В Югославию был отмечен в начале конфликта массовый переход граждан стран советского блока. В частности, много болгар бежало в Югославию в 1949 году.

## Прекращение конфликта
Вскоре после смерти Сталина отношения начали налаживаться — уже 6 июня 1953 года советский министр иностранных дел В. М. Молотов попросил временного поверенного ФНРЮ от имени правительства СССР принять нового посла в Югославии В. А. Валькова. Уже 14 июня 1953 года Тито сделал заявление о готовности произвести обмен послами (с оговоркой, что «обмен послами ещё не означает нормализации»), в котором жёстко критиковал действия советских руководителей: «после того, что они сделали с нами за последние четыре года, мы с трудом сможем в будущем верить им на сто процентов».
Советское руководство стерпело обиду. 29 июля 1953 года В. А. Вальков встретился с Тито в его резиденции, а 22 сентября того же года в Москву прибыл югославский посол.
Процесс нормализации двусторонних отношений не был гладким — между советскими и югославскими коммунистами, социалистами и другими левыми и леворадикалами существовали идеологические разногласия. В частности, разногласия касались рабочих советов, которые появились в Югославии в период югославско-советского конфликта. Советская сторона относилась к идее рабочих советов настороженно. Второй секретарь советского посольства в Югославии А. А. Ханов в справке от 28 октября 1953 года «„Рабочие советы“ на предприятиях Югославии» сообщал, что с помощью рабочих советов «путём псевдодемократических лозунгов проводится систематический обман отсталой, малосознательной части трудящихся, а также систематическое развращение рабочих путём создания иллюзий возможности улучшения материального положения трудящихся в рамках сложившихся в стране капиталистических отношений».
Постановление Президиума ЦК КПСС от 31 мая 1954 года одобрило письмо, адресованное «товарищу Тито», но дало жёсткую оценку положения в Югославии:

Факты, относящиеся к политическому и экономическому положению Югославии, показывают, что правящие круги Югославии после разрыва с СССР пошли на сближение с США и Британией, заключили военно-политическое соглашение с Турцией и Грецией и сделали ряд серьёзных уступок капитализму во внутренней политике, что ведёт к реставрации капитализма, особенно в связи с возрастающей экономической зависимостью Югославии от США.
В 1954 году югославский посол посетил Киев. В 1955 году Югославию посетил Н. С. Хрущёв, причём по итогам визита 2 июня того же года была подписана Белградская советско-югославская декларация, в которой признавалось, что социализм можно строить разными путями. Этот документ означал, что Югославия, чтобы Советский Союз признал её социалистическим и коммунистическим государством, вовсе не обязана копировать советский опыт. Осенью 1955 года А. И. Микоян две недели отдыхал на югославском курорте (после этого югославское руководство стало рассматривать Микояна как главного «лоббиста» своих интересов в советском руководстве).
В июне 1956 года Тито совершил визит в Москву, где на стадионе «Динамо» прошёл большой митинг в честь советско-югославской дружбы. Югославия даже признала ГДР, что привело к разрыву отношений с ФРГ (согласно принятой последней доктрине Хальштейна). Однако на московских совещаниях в ноябре 1957 года югославская делегация (в нее вошли А. Ранкович и Э. Кардель) приняла ограниченное участие — была наделена полномочиями подписать только «Манифест мира» (советская сторона пыталась убедить югославов подписать все итоговые документы совещаний).
К 1954 году решилась проблема с югославскими заключёнными в СССР. По состоянию на 1 января 1954 года в СССР было только 7 заключённых из числа граждан Югославии, тогда как по состоянию на 1 января 1951 года их было 84. По состоянию на 1 апреля 1956 года в СССР только 2 заключённых были гражданами Югославии.
Тем не менее гибель Сталина не привела к резкому повороту Белграда на Москву и к разрыву отношений с США и их союзниками. 4 августа 1954 года было заключено трёхстороннее соглашение Югославии и двух стран-членов НАТО (Греции и Турции), которое предусматривало, что нападение на одну из этих трёх стран приравнивается к нападению на все три. Под агрессорами подразумевались прежде всего СССР и страны соцлагеря. Соглашение 1954 года обязывало Югославию оказать помощь Турции или Греции, если они подвергнутся военной агрессии.
Ради нормализации двусторонних отношений СССР пошёл и на другие уступки Югославии. 17 апреля 1956 года было объявлено о роспуске Коминформбюро. Это известие было с удовлетворением встречено в Белграде, где его расценили как внешнеполитическую победу Югославии.
После нормализации советско-югославских отношений в Югославию смогли вернуться перебежчики (в том числе югославские военнослужащие). Так, вернулся лётчик Берислав Супек.
В 1953—1954 годах постепенно прекратилась антиюгославская информационная война. При этом отменяется выпуск в том числе ранее запланированных антититовских публикаций. Издательство «Советский писатель» (по согласованию с аппаратом ЦК КПСС) отказалось от нового издания книги Ореста Мальцева «Югославская трагедия» (её выход был запланирован на 1953 год).
Нормализация югославско-советских отношений привела к восстановлению контактов с союзниками СССР, участвовавшими в антититовской информационной войне. Несмотря на улучшение отношений, СССР предупреждал своих союзников, что не следует брать с югославов пример в плане построения ультралевых и левых идеологий, особенно это касалось коммунизма и социализма. 13 июля 1956 года из Москвы было направлено во все столицы союзных стран народной демократии письмо об итогах поездки Тито в СССР, где критиковалось стремление югославской стороны «навязать» другим партиям свои представления о социализме, коммунизме и других левых и крайне левых идей. В августе 1956 года руководство Венгерской партии труда приняло решение прекратить финансирование и поддержку эмигрантской антититовской организации. Новый руководитель правящей венгерской партии Эрнё Герё 30 сентября 1956 года, находясь в СССР, договорился с Хрущёвым о том, что венгерская партийно-правительственная делегация посетит Югославию 15 октября того же года. После этого соглашения Герё прибыл в Белград, публично принёс в присутствии Тито извинения за антиюгославскую кампанию в Венгрии, после чего 22 октября 1956 года была подписана венгерско-югославская декларация о восстановлении дружеских отношений.

## Последствия конфликта
Общемировым последствием советско-югославского конфликта стало то, что он способствовал становлению «холодной войны»: советское руководство было вынуждено ускорить утверждение просоветских режимов в Восточной Европе, а американские власти изменили «доктрину сдерживания коммунизма», дополнив её активными действиями по уменьшению советского влияния в странах Восточной Европы.
Советско-югославский конфликт имел для Югославии ряд последствий. Во-первых, советская сторона перестала в связи с конфликтом поддерживать территориальные претензии Югославии к Австрии, и в итоге австрийско-югославская граница была оставлена неизменной по состоянию на 1 января 1938 года. Не удалось Югославии и получить желаемые репарации с Австрии. Государственный договор о восстановлении независимой и демократической Австрии от 15 мая 1955 года предусматривал освобождение Австрии от репараций и только оговаривал в статье 27, что Югославия имеет полное право забрать австрийскую собственность на своей территории (в том числе собственность частных лиц), которая находится на ней на день вступления Договора в силу.
Вторым последствием советско-югославского конфликта стало то, что Югославия заняла особое место в мире — между советским и американскими блоками. Альтернативой возврата в советский блок стало создание Югославией Движения неприсоединения: Югославия приняла участие в Бандунгской конференции (апрель 1955 года), что исключало вступление страны в созданную 14 мая 1955 года Организацию Варшавского договора.
Советско-югославский конфликт способствовал поражению греческих коммунистов и окончательному переходу Греции в состав западного антисоветского блока. С началом конфликта Югославия прекратила поддержку греческих партизан-коммунистов. При этом югославская помощь имела большее значение для греческих коммунистов, чем помощь других стран советского блока. Лидер греческих коммунистов Никос Захариадис 1 октября 1948 года сообщал советским властям следующее: «мы находились и продолжаем находиться в особом положении по отношению к Югославии», так как большинство партизанских соединений «снабжалось и продолжает снабжаться через югославские границы». Коммунистическая партия Греции поддержала антиюгославскую резолюцию Коминформбюро (но предпочла не публиковать своё решение об её поддержке). В марте 1949 года «Свободная Греция» была переведена в Бухарест, руководство Компартии Греции также перебралось в Румынию. Советская сторона попыталась увеличить помощь греческим коммунистам из других стран советского блока, чтобы компенсировать отсутствие югославских поставок. Однако теперь путь советских поставок стал длиннее. Например, советские поставки шли через Гданьск вокруг Европы морским путем до албанских портов. В 1949 году планы советских поставок в Грецию не выполнялись. На совещании в Праге 20 — 21 января 1949 года выяснилось, что план поставок в Грецию на 1949 год обеспечен материалами только на 60 %.
Греческие власти воспользовались затруднениями коммунистов. В конце 1948 года греческая армия начала наступление против партизан-коммунистов, в марте следующего года почти полностью очистила от них Пелопоннес. 16 апреля 1949 года советские власти дали указания лидеру греческих коммунистов свернуть вооружённую борьбу. Вскоре болгарская помощь греческим коммунистам была прекращена, начались разоружения греческих партизан, перешедших на болгарскую территорию. Энвер Ходжа получил указание от советских властей с 1 мая 1949 года закрыть албанско-греческую границу и разоружать (с отправкой вглубь Албании) всех греческих партизан, которые перейдут её после 1 мая 1949 года. В августе 1949 года греческие партизаны были разгромлены и бежали в Албанию, Югославию и Болгарию.
Отказ от помощи греческим партизанам способствовал улучшению отношений Югославии и ООН. Резолюция Генеральной ассамблеи ООН № 382 от 1 декабря 1950 года признала Югославию страной, выполняющей рекомендации ООН.
Советско-югославский конфликт привёл к тому, что окончательно провалился план Балканской федерации. В связи с этим фактически был аннулирован договор в Бледе, и Западные окраины не были переданы из Югославии в состав Болгарии.
В результате советско-югославского конфликта советское руководство отказалось от общеславянской идеи. После нормализации советско-югославских отношений Общеславянский комитет восстановлен не был. Более того, в 1956—1958 годах советская сторона утратила интерес к славянской идее. В мае 1958 года ЦК КПСС принял решение о закрытии журнала «Славяне». В 1962 году был фактически упразднён Славянский комитет СССР.

## Проблема вины за развязывание советско-югославского конфликта
22 июня 1954 года ЦК КПСС направил Центральному комитету Союза коммунистов Югославии письмо с предложением урегулировать советско-югославский конфликт 1948 года, объяснив его действиями уже расстрелянного Л. П. Берии и ещё находящегося на свободе М. Джиласа. Югославские власти в ответе от 11 августа 1954 года отказались выставлять виновником М. Джиласа, «роль которого в нашем руководстве никогда не была решающей». Таким образом, попытка списать вину за советско-югославский конфликт на уже репрессированных в обеих странах лиц не удалась.
В докладе Н. С. Хрущёва «О культе личности и его последствиях» на XX съезде КПСС было сказано, что главным виновником советско-югославского конфликта являлся И. В. Сталин, и отмечено, что «в деле с Югославией не было оснований для такого разрыва». Тем не менее советские власти долгое время не желали признавать вину СССР в конфликте открыто.
При Леониде Брежневе периоды потепления в советско-югославских отношениях перемежались конфликтами. Югославия формально рассматривалась советскими пропагандистами как социалистическая страна. Вопрос о вине СССР за советско-югославский конфликт разрешён не был.
Перестройка сопровождалась переходом к «новому мышлению» во внешней политике СССР. Практическим выражением «нового мышления» для вины за советско-югославский конфликт стал визит Михаила Горбачёва в Югославию (14—18 марта 1988 года). 18 марта 1988 года в Дубровнике была подписана новая советско-югославская декларация, которая относилась исключительно к отношениям КПСС и СКЮ. Кроме того, Михаил Горбачёв во время визита 1988 года выступал в югославской Скупщине, причём заявил следующее: «добрые отношения между нашими странами были нарушены по вине советского руководства». Таким образом, глава СССР впервые открыто признал вину Советского Союза за советско-югославский конфликт 1948—1949 годов.
Признание вины за конфликт последовало слишком поздно — 24 января 1990 года Союз коммунистов Югославии прекратил существование. Поэтому воспользоваться плодами Дубровницкого соглашения и признания Горбачёва югославской стороне в значительной мере не удалось.

## Советско-югославский конфликт в культуре
- Политические преследования в Югославии периода советско-югославского конфликта показаны в художественном фильме Эмира Кустурицы «Папа в командировке» (1985 год).